# XS pour Elle
XS pour Elle est un parfum féminin de Paco Rabanne créé en 1993 et sorti en 1994.

## Création
XS pour Elle est créé en 1993 par Gérard Anthony pour Paco Rabanne et sort en 1994. Il s'agit d'un floral boisé fruité. Il fait partie de la famille « floral muguet », probablement inspiré des parfums italiens (musc blanc, muguet, jasmin, freesia...). Il est d'ailleurs sorti la même année que Bvlgari pour Femme, du créateur italien, qui est considéré par certains nez comme le plus proche , bien que ce dernier comporte, entre autres variantes, des notes de vanille, violette et mimosa.
Il est le pendant pour femme de XS, parfum pour homme sorti en 1993. Le succès étant au rendez-vous, XS pour Elle s'impose comme une référence.

## Fragrance
Parfum complexe et lumineux, sa pyramide olfactive est très riche. 
- Note de tête : Bergamote, Freesia, Pêche, Mandarine, Neroli, Menthe fraîche, Pastèque
- Note de cœur : Muguet, Rose, Jasmin d'Eau, Lilas, Rose, Pivoine, Ylang-Ylang
- Note de fond : Bois de Cèdre, Bois de Santal, Musc blanc, Poudre d'Ambre, Mousse de Chêne

## Succès
XS pour Elle connaît un grand succès en Europe et un relatif succès aux États-Unis. Depuis l'arrêt de sa production en 2004, les Européennes fidèles commandent aux États-Unis les stocks qui s'épuisent inexorablement.

## Publicité
Les campagnes de publicité presse se déclinent, comme et parfois avec la fragrance masculine, sur un visuel doré et argenté, tantôt avec uniquement le visuel du parfum sur fond blanc, tantôt une image sensuelle sur fond sépia.
Il en est de même pour les spots publicitaires, dans lesquels l'accent est mis sur la luminosité dorée, dans des jeux d'ombre et de lumière. Pour le spot version longue de 1994 produit par René Salle Communication et Major, une ampoule dans la nuit se balance et, à travers un jeu d'ombres et lumières, pulvérize le parfum sur le corps de une femme nue que se meut lente dans le désert, jusqu'à un visuel de la boîte argenté du parfum sur fond noir qui éclot dans un flot de lumière sur la bouteille .
L'égérie d'XS pour Elle est la polonaise Ewa Witkowska, au moins jusqu'en 1999.

## Postérité
Son succès et la réelle fidélité des femmes qui le portent ne permettent pas d'expliquer l'arrêt de la production en 2004, dont les causes restent inconnues du grand public.
En 2001, Paco Rabanne propose une édition limitée : « XS Extrême Girl ». C'est une déclinaison floral-jasmin qui se veut plus orientale, sur un visuel plus glamour, rose et doré.  
En mai 2005, Paco Rabanne sort Black XS pour Elle, qui n'a rien de commun avec son aîné, bien qu'il appartienne à la famille Floral - Fruité - Boisé : airelles, baies roses, tamarinier, rose hellébore, fleur de cacao, sur des notes boisées-ambrées .